# Waalhaven (wijk)
Waalhaven-Eemhaven is een wijk in Rotterdam. De wijk omvat de haven- en bedrijfsterreinen rond de Waalhaven en de Eemhaven. De woonwijken Heijplaat en Pernis maken geen deel uit van de wijk. Het gebied rond de Waalhaven is in de eerste helft van de 20e eeuw eeuw tot ontwikkeling gebracht; het gebied rond de Eemhaven is na de Tweede Wereldoorlog ontwikkeld. Het gebied wordt gekenmerkt door de overslag van stukgoed en containers. Het wordt aan de zuidzijde begrensd door de havenspoorlijn Rotterdam en aan de noordzijde door de Nieuwe Maas. Aan de oostzijde grenst het aan de woonwijken van Charlois; de westelijke begrenzing is de A4.
De wijk is statistisch onderverdeeld in drie buurten: Waalhaven (rond het havenbassin), Waalhaven-Zuidzijde (het bedrijventerrein op het gebied van het vroegere vliegveld Waalhaven) en Eemhaven (rond het Eemhavencomplex).

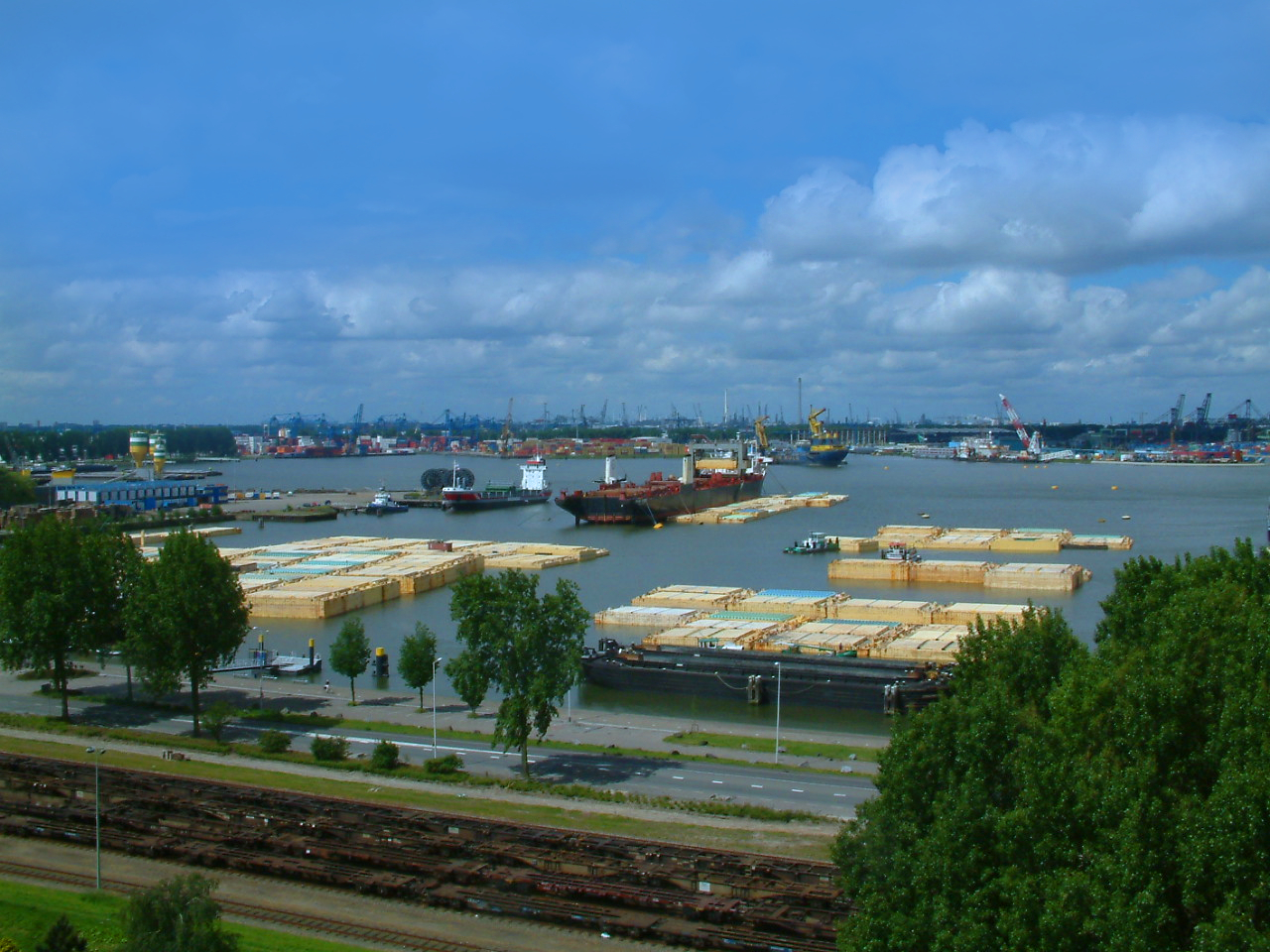
Lashbakken in de Waalhaven

Rotterdam Centrum ·
Rotterdam-Noord ·
Rotterdam-Oost ·
Rotterdam-West ·
Rotterdam-Zuid ·
110-Morgen ·
Afrikaanderwijk ·
Agniesebuurt ·
Bergpolder ·
Beverwaard ·
Blijdorp ·
Blijdorpse polder ·
Bloemhof ·
Boomgaardshoek ·
Bospolder-Tussendijken ·
CS-kwartier ·
Carnisserbuurt ·
Cool ·
Crooswijk ·
De Esch ·
De Veranda ·
Delfshaven ·
Delfshaven-Schiemond ·
Dijkzigt ·
Feijenoord ·
Gadering ·
Groenenhagen-Tuinenhoven ·
Groot-IJsselmonde ·
Heijplaat ·
Het Lage Land ·
Hillegersberg ·
Hillesluis ·
Homerusbuurt ·
Hordijkerveld ·
Kandelaar ·
Karl Marxbuurt ·
Katendrecht ·
Kiefhoek ·
Kleinpolder ·
Kleiwegkwartier ·
Kop van Zuid ·
Kralingen ·
Kralingse Veer ·
Kreekhuizen ·
Landzicht ·
Liskwartier ·
Lloydkwartier ·
Lombardijen ·
Meeuwenplaat ·
Middelland ·
Middengebied ·
Millinxbuurt ·
Molenlaankwartier ·
Molièrebuurt ·
Nesselande ·
Nieuw Engeland ·
Nieuw-Mathenesse ·
Nieuwe Westen ·
Nooddorp ·
Noordereiland ·
Ommoord ·
Oosterflank ·
Oud-Charlois ·
Oud-IJsselmonde ·
Oud-Mathenesse ·
Oude Noorden ·
Oude Westen ·
Oudeland ·
Overschie ·
Pendrecht ·
Prinsenland ·
Provenierswijk ·
Reyeroord ·
Rubroek ·
Sagenbuurt ·
Scheepvaartkwartier ·
Schiebroek ·
Schiemond ·
's-Gravenland ·
Smeetsland ·
Spaanse Polder ·
Spangen ·
Sportdorp ·
Stadsdriehoek ·
Struisenburg ·
Tarwewijk ·
Terbregge ·
Tussenwater ·
Varenbuurt ·
Vondelingenplaat ·
Vreewijk ·
Waalhaven ·
Westpunt ·
Wielewaal ·
Witte Dorp ·
Zalmplaat ·
Zenobuurt ·
Zestienhoven ·
Zevenkamp ·
Zomerland ·
Zuidwijk